# 自己意識
自己意識（じこいしき）、あるいは自意識とは、自己が存在することに気づく（意識上に上る）能力、外界や他人と区別された、自我としての意識。

## 概要
人の自我がおのれを感じ、考え、意志を持ち、行動する多様な働きを統一する自己同一的な主体としての意識。人では、幼少期には存在しないとされる。自己意識を持たない動物は、鏡に映った自身の姿を、自分と認識することができない。チンパンジー等の高等霊長類は自己意識を持つが、犬や猫などは概ねこれを持たないとされる。言語を持たない動物や赤ん坊であっても、以下のような実験を行なうことで、自己意識の有無を調べることができる。対象の額に鮮やかなドットを塗り、次に、鏡の前に対象を置く。対象が自分の額からドットをとろうと手を伸ばした場合、対象は自己認識によって自分の存在をはっきり理解しているといえる。これをマークテストという。
人の場合、自意識は内面に向けられる醒めた意識であり、時として非活動性の要因となり、病的に強くなると孤独感となりやすい。
ソクラテス以来、自覚の達成は哲学の典型的な例であり、自己に価値を見出し意識する自意識が自覚である。トマス・アクィナスは自意識の反省的性格を指摘した。自意識の独特の明証性に真理体系の土台を置いたのはデカルトである。